# ليم إيون-كيونغ
ليم إيون-كيونغ (هانغل: 임은경) هي عارضة وممثلة كورية جنوبية، ولدت في 15 يناير 1984 في سول في كوريا الجنوبية.

## وصلات خارجية
- ليم إيون-كيونغ على موقع IMDb (الإنجليزية)
- ليم إيون-كيونغ على موقع ألو سيني (الفرنسية)
- ليم إيون-كيونغ على موقع قاعدة بيانات الفيلم (الإنجليزية)